# Hrábě

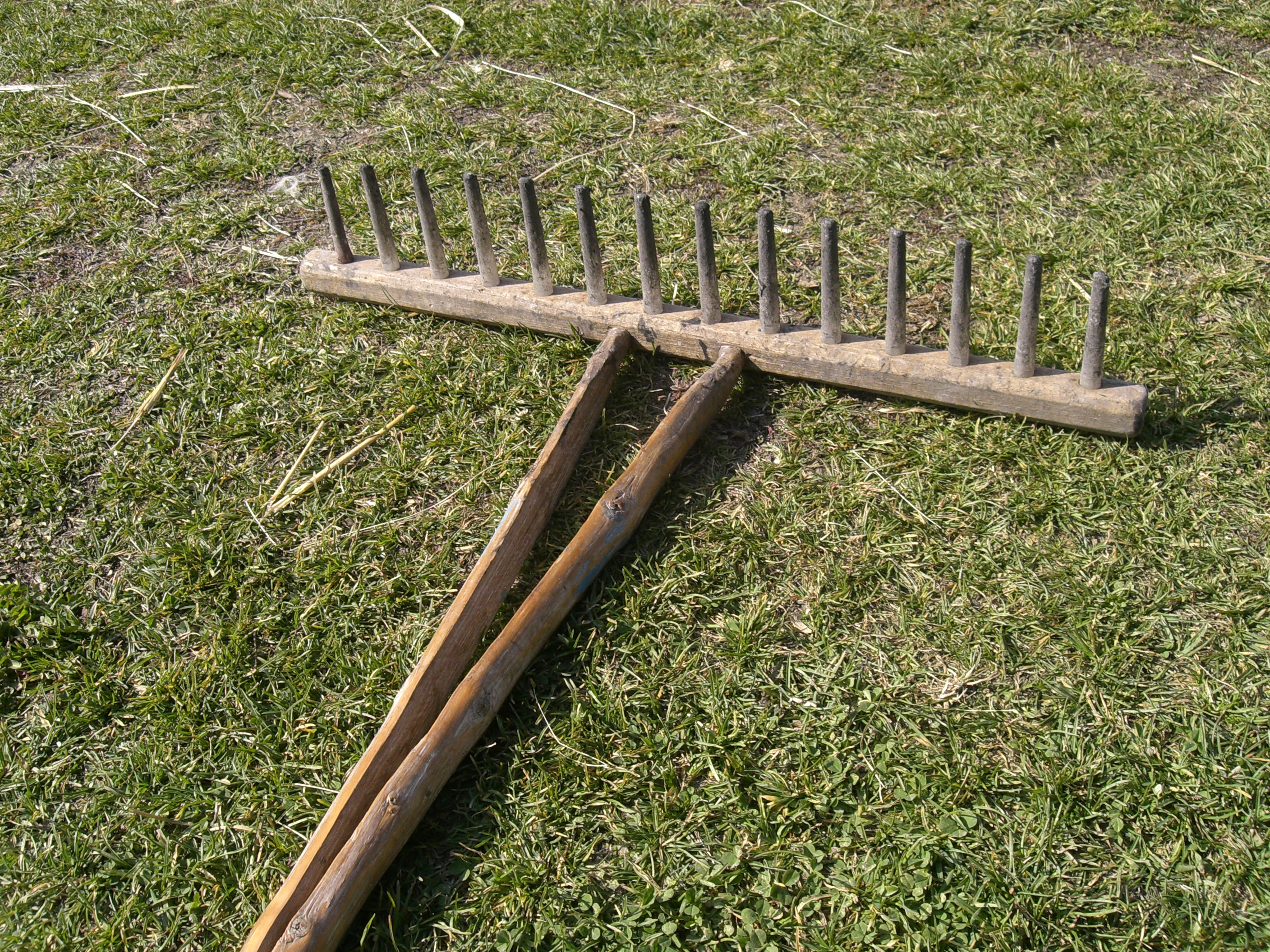
Nebezpečně položené hrábě

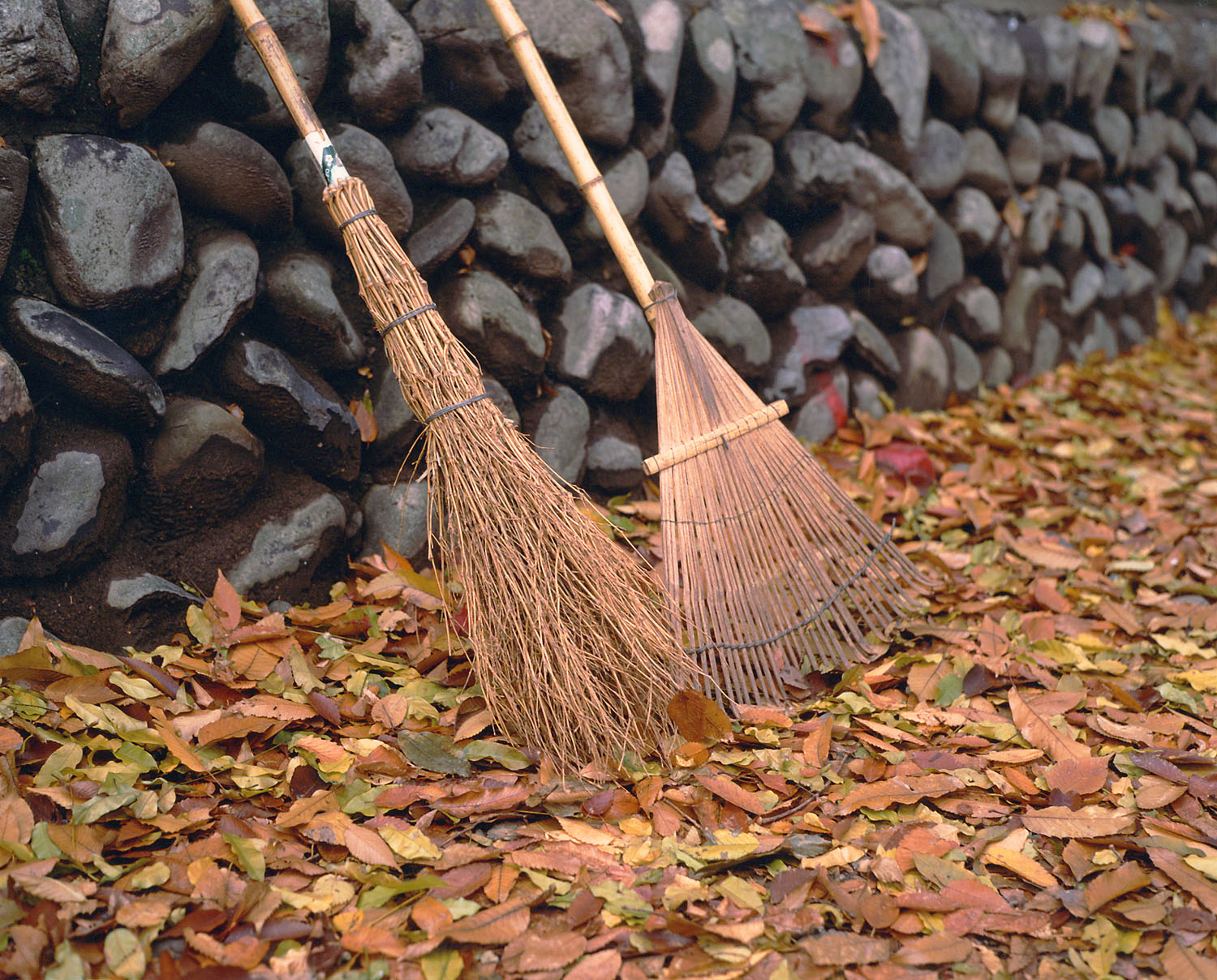
Zleva: koště, hrábě

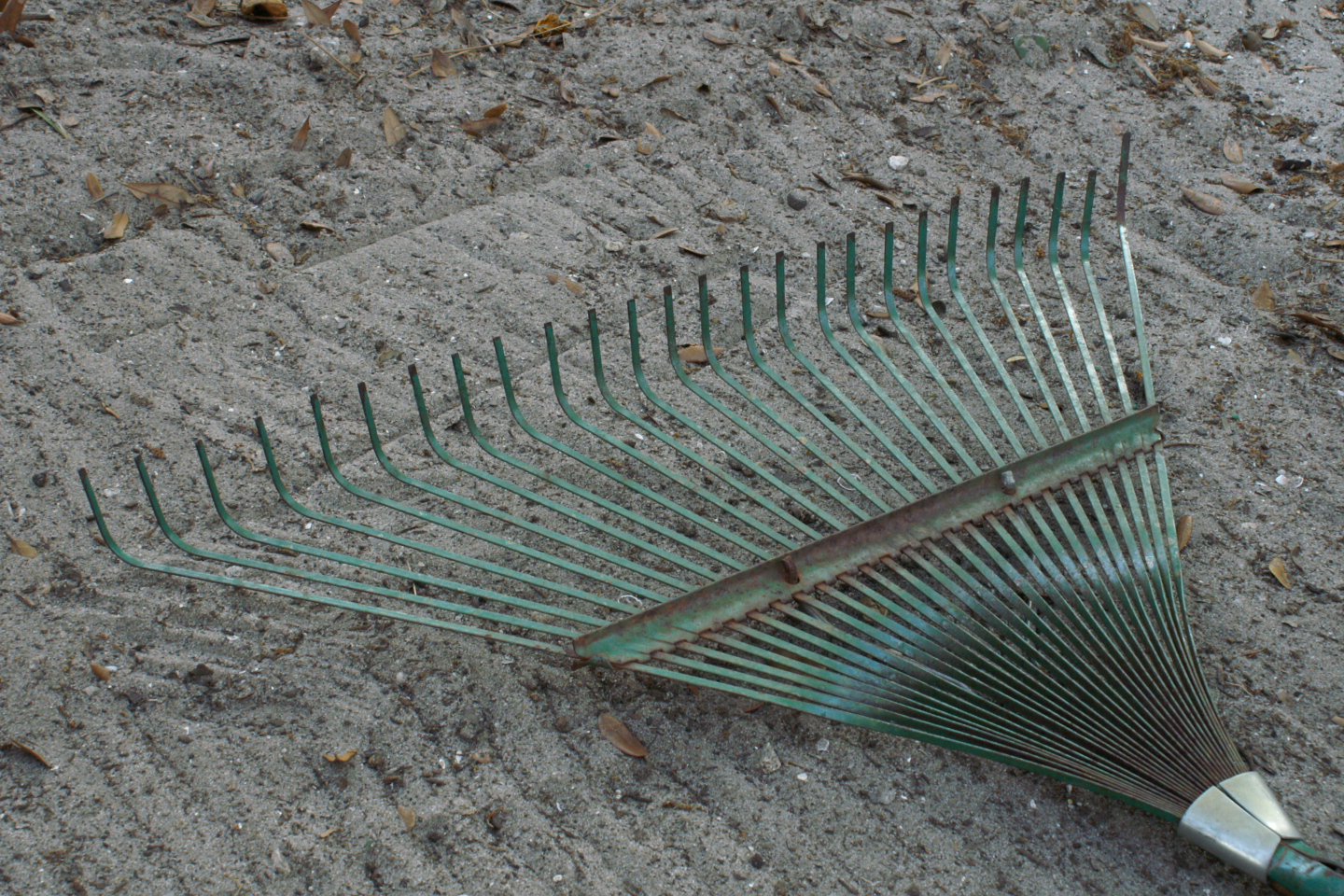
Vějířovité hrábě

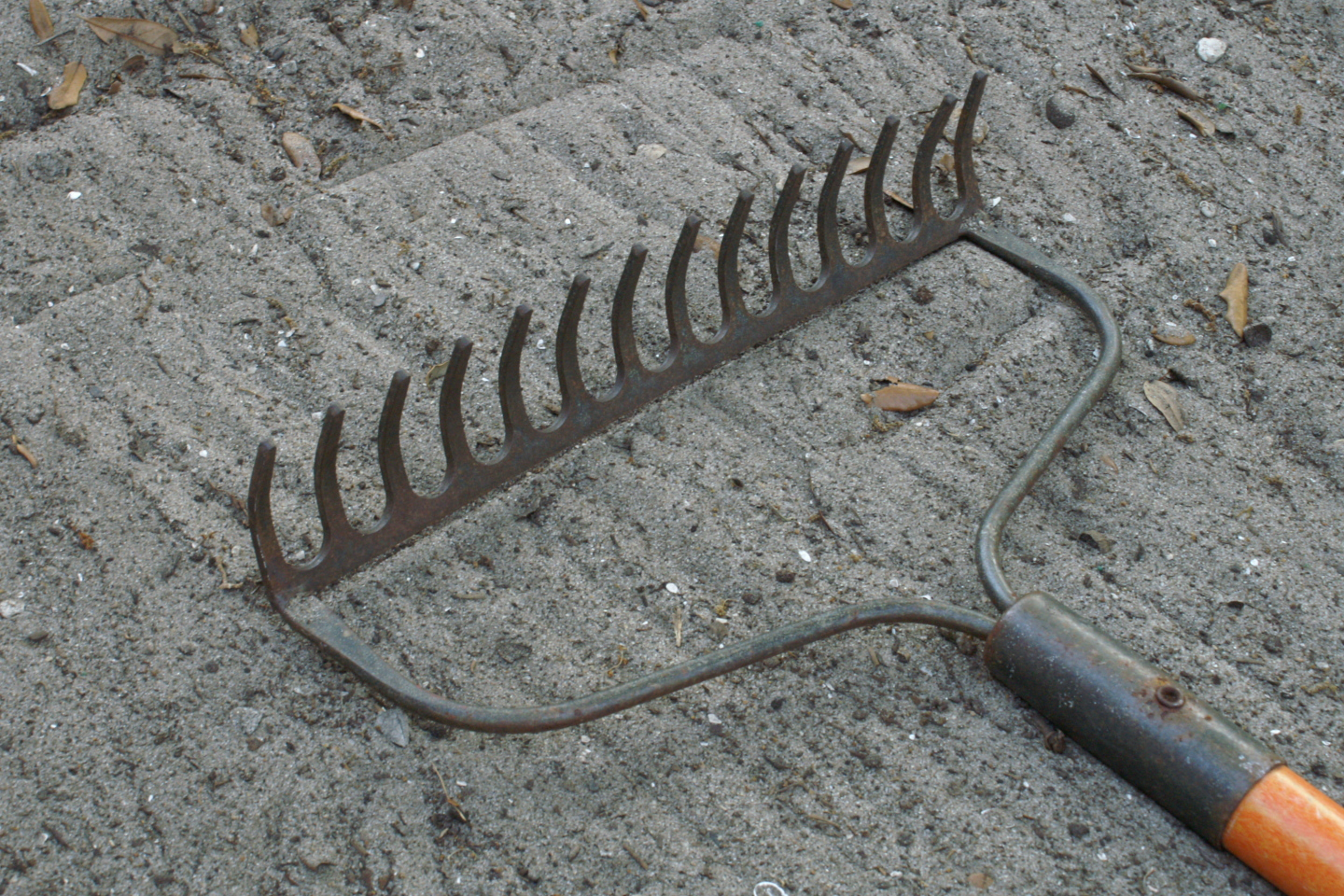
Kovové hrábě

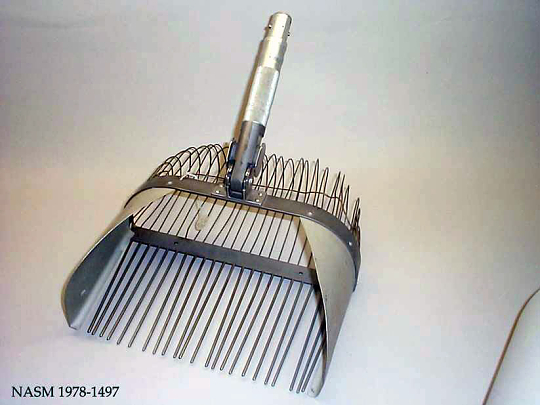
Měsíční hrábě

Hrábě jsou obouruční nástroj určený k manipulaci s materiálem.

## Zemědělství a zahrada
V minulosti hrábě, převážně celodřevěné, sloužily především k hrabání, shrabování nebo obracení zejména pokosených rostlin při sušení sena a o žních při sklizni obilovin (zde tvořily doplněk kosy). Kovové hrábě byly známy již v 19. století.
V dnešní době se hrábě používají ponejvíce pro shrabování hrubšího smetí, např. spadaného listí, uřezaných haluzí, shrabování pokosené trávy v parcích a zahradách a dále také urovnávání povrchu, k vyhrabání kořenů, oddenků a zbytků plevele na záhonech. Pro tyto účely se lépe hodí hrábě kovové, pro drobnou práci někdy místo motyčky se používají kovové hrabičky (délka kolem 30 cm). Na násadě (hrabiště) je nasazena součást s vytvarovanými kolíky (hrabice). Hrabice bývají dřevěné nebo kovové, mohou být vyrobeny i z umělé hmoty. Násady jsou dřevěné, plastové nebo kovové. Vzhledem k rozdílnému účelu hrabání se mnohé hrábě navzájem liší nejen podobou, ale i velikostí, hmotností a hustotou kolíků.
V zemědělství se pro obracení místo hrábí často používá obraceč, pro shrabování shrabovač.

## Stavebnictví
Ve stavebnictví se hrábě používají k rozhrnutí materiálu do roviny, vyhrabání kamení z podkladu a pod.

## Jiné použití
Hrábě používali i kosmonauté na Měsíci. Byly to speciální měsíční hrábě na shrabání a odběr vzorků měsíční půdy. Podoba hrábí, použitých na Měsíci, připomíná klasické kovové vějířovité hrábě běžně používané na zahradě.